# ジェームズ・ハーディング (音楽ライター)
ジェームズ・ハーディング（James Harding 1929年5月30日 - 2007年6月21日）は、音楽と演劇に関するイギリスの作家。とりわけ19世紀と20世紀初頭のフランスの題目、及びイギリスのポピュラー音楽に関心を持っていた。

## 生涯
ハーディングがイングランドのバースに生まれた後、一家はトローブリッジへと転居した。ブリストル大学でフランス語を学び、パリのソルボンヌでも学んだ。徴兵時にはイギリス空軍に所属することになるが、不慮の手榴弾炸裂により左の聴覚を失ってしまった。戦後はサマセットで靴製造業のクラーク社（C. & J. Clark）のコピーライターとして勤務し、その後ロンドンの広告会社に転職した。ジェーン・ダンバー（Jane Dunbar）という筆名で『ニュース・オブ・ザ・ワールド』紙にコラムを執筆していた。結婚し、1男1女をもうけている。
1969年にキャリアを転換したハーディングは、グリニッジ大学でフランス語の講師となり、25年間にわたり教壇に立った。1973年にはフランスの日記作家ポール・レオトーに関する論文でバークベック・カレッジから博士号を授与され、1975年に『Lost Illusions: Paul Léautaud and his World』という書籍を出版した。日曜作家として物書きを開始し、1965年に処女作となる『Saint-Saëns and His Circle』を上梓、続けて1968年にはマスネ、ロッシーニ、グノー、サティ、オッフェンバック、モーリス・シュヴァリエ、ジャック・タチに関する研究である『Sacha Guitry, The Last Boulevardier』を出版している。さらにフランスの音楽録音にライナーノートを執筆した。アイヴァー・ノヴェロやジョージ・ロベイといったイギリスの題材も扱った。
後年、マレーシアに関心を持つようになったハーディングは同地を何度か訪れた。歌手で映画俳優のP・ラムリーに関する書籍のために資料を集めようと、独学でマレー語を習得している。また、ラジオ放送も行った。『The Listener』、『Music and Musicians』、『Records and Recording』、『Connaissances des Hommes』といった雑誌に記事を執筆し、さらに『American Encyclopedia of Music and Musicians』、『Dictionnaire de la Musique』に寄稿した。

## 主要著作
- James Harding, Saint-Saëns and his circle (1965)
- James Harding, Sacha Guitry: the last boulevardier (1967)
- James Harding, The astonishing adventure of General Boulanger (1971)
- James Harding, The Ox on the Roof; scenes from the musical life in Paris in the twenties (1972)
- James Harding, Gounod (1973)
- James Harding, Erik Satie (1975)
- James Harding, Folies de Paris: the rise and fall of French operetta (1979)
- James Harding, Jacques Offenbach : a biography (1980)
- James Harding, Ivor Novello (1987)
- James Harding, Gerald du Maurier : the last actor-manager (1989)
- James Harding, George Robey and the Music Hall (Hodder & Stoughton Ltd, 1990) ISBN 978-0340499559